# Harrison & Abramovitz
Harrison & Abramovitz (également connu sous le nom de Harrison, Fouilhoux & Abramovitz ; Harrison, Abramovitz, & Abbe , Harrison, Abramovitz, & Harris) est un cabinet d'architectes américain basé à New York et actif de 1941 à 1976. Il tient son nom du partenariat entre les architectes Wallace Harrison et Max Abramovitz.
Le cabinet est connu pour avoir signé de nombreuses tours d'affaires à New York, ou des bâtiments fédéraux. Il est également derrière la construction du siège des Nations unies.

## Histoire
En 1941 Wallace Harrison (1895-1981), J. André Fouilhoux (1879-1945) et Max Abramovitz (1908-2004) fondent leur cabinet d'architectes, Harrison, Fouilhoux & Abramovitz,,. Après le décès de André Fouilhoux, le cabinet est renommé Harrison & Abramovitz. Il est surtout connu pour ses tours d'entreprises modernistes sur la côte est des États-Unis et dans les villes du Midwest. Le style tend vers une certaine simplicité mais innove avec notamment l'utilisation de panneaux métalliques estampés sur la façade, d'abord à l'Alcoa Building de Pittsburgh en 1953, puis à la Republic Center Tower I de Dallas en 1953 et à l'ancien Socony-Mobil Building du 150 East 42nd Street à New York en 1956,,.
Le premier projet important de l'entreprise est le siège des Nations unies à New York (1947-1953). Le cabinet également sur des ambassades et le siège central de la CIA en 1961.
Harrison et Abramovitz sont tous deux des architectes concepteurs et travaillent indépendamment. Certains projets sont clairement attribuables à l'un ou l'autre : par exemple, les bâtiments de l'université de l'Illinois à Urbana-Champaign, à savoir l'Assembly Hall sont attribués à Abramovitz. Le travail de Harrison pour l'Empire State Plaza « a retenu presque exclusivement son attention » pendant 15 ans, de 1962 à 1976,, ce qui implique que les autres travaux du partenariat durant cette période sont principalement attribuables à Abramovitz. En fonction des associations, le cabinet changera de nom : Harrison & Abramovitz ; Harrison, Abramovitz & Abbe; Harrison, Abramovitz & Harris.
Après 1976, Abramovitz s'est associé à d'autres personnes et le cabinet disparait.

## Réalisations
La liste suivante reprend les principales réalisations du cabinet :
- Siège des Nations unies à New York (1947-1953[8])
- Musée du verre de Corning, Corning, New York (1951[12]),[8]
- Ambassade des États-Unis à Cuba (1952[8])
- Ambassade des États-Unis au Brésil (1952[8])
- Alcoa Buidling, Pittsburg (1952[11])
- Carnegie Endowment International Center, New York (1953[11])
- Socony-Mobil Building, New York (1955[11])
- New York Aquarium, New York (1955[11])
- First Presbyterian Church, Stamford (1956[11])
- Commercial Investment Trust Building, New York (1957[8])
- Caspary Auditorium, université Rockefeller, New York (1957[11])
- President's House, université Rockefeller, New York (1958[11])
- Daily News Building - agrandissement, New-York (1958[11])
- Musée du verre de Corning, Loeb Student center, New York (1959[8])
- Gateway 4 Building, Equitable Life Assurance Society, Pittsburg (1960[8])
- Siège central de la CIA, Langley (1961[8])
- Philharmonic Hall, Lincoln Center, New York (1962[8])
- Columbia University Law School and Plaza, New York (1962[8])
- Assembly Hall, université de l'Illinois à Urbana-Champaign (1963[8])
- Phoenix Mutual Life Insurance Building, Hartford (1964[8])
- Bell Telephone Building, Foire internationale de New York 1964-1965, New York (1964[8])
- Institute of International Education, 809 Siège des Nations unies, New York (1964[8][11])
- Hall of Science, Foire internationale de New York 1964-1965, New York (1964[11])
- Erieview Plaza, Cleveland (1965[8])
- Nurses Residence, New York (1965[11])
- Terminal et tour de contrôle de l'aéroport LaGuardia, New York (1965[11])
- 860 Siège des Nations unies, New York (1966[8])
- Hilles Library, Cambridge (1966[8])
- Union Bank Square, Los Angeles (1967[8])
- Temple Beth Zion, New York (1967[8])
- Lincoln Center for the Performing Arts, New York (1962/1968[11])
- Erie County Bank and Office Building, New York (1969[8])
- Cincinnati Center, Cincinnati (1969[8])
- Fiberglas Tower, Toledo (1969[8])
- Krannert Center for the Performing Arts, université de l'Illinois à Urbana-Champaign (1969[8])
- Westinghouse Building, Pittsburg (1970[8])
- Banque Rothschild Building, Paris (1970[8])
- Des projets pour l'université Brandeis dans le Massachusetts comme le Master Plan (1950), Three Chapels (1955), Solsberg Music Center (1957), Pearlman Hall (1957), Goldfarb Library (1959), Wien Faculty Center (1959), Rose Art Museum (1961), Rapaporte Treasure Hall (1965), Spingold Theater (1965), et le Sachar International Center (1970[13]),[8]
- Currier Houses, Radcliffe College, Cambridge (1970[8])
- School of International Affairs, université Columbia, New York (1970[8])
- Fine Arts Center, université de l'Iowa, Iowa City (1970[8])
- United States Steel Building, Pittsburg (1971[8])
- First National Bank Building, Louisville (1972[8])
- Music School, université de l'Iowa, Iowa City (1972[8])
- Hancher Auditorium, université de l'Iowa, Iowa City (1972[8])
- Tour GAN (Groupe des Assurances Nationales), Paris (1976[8])
- Rockefeller Center, New York (1962/1978[11])

## Galerie

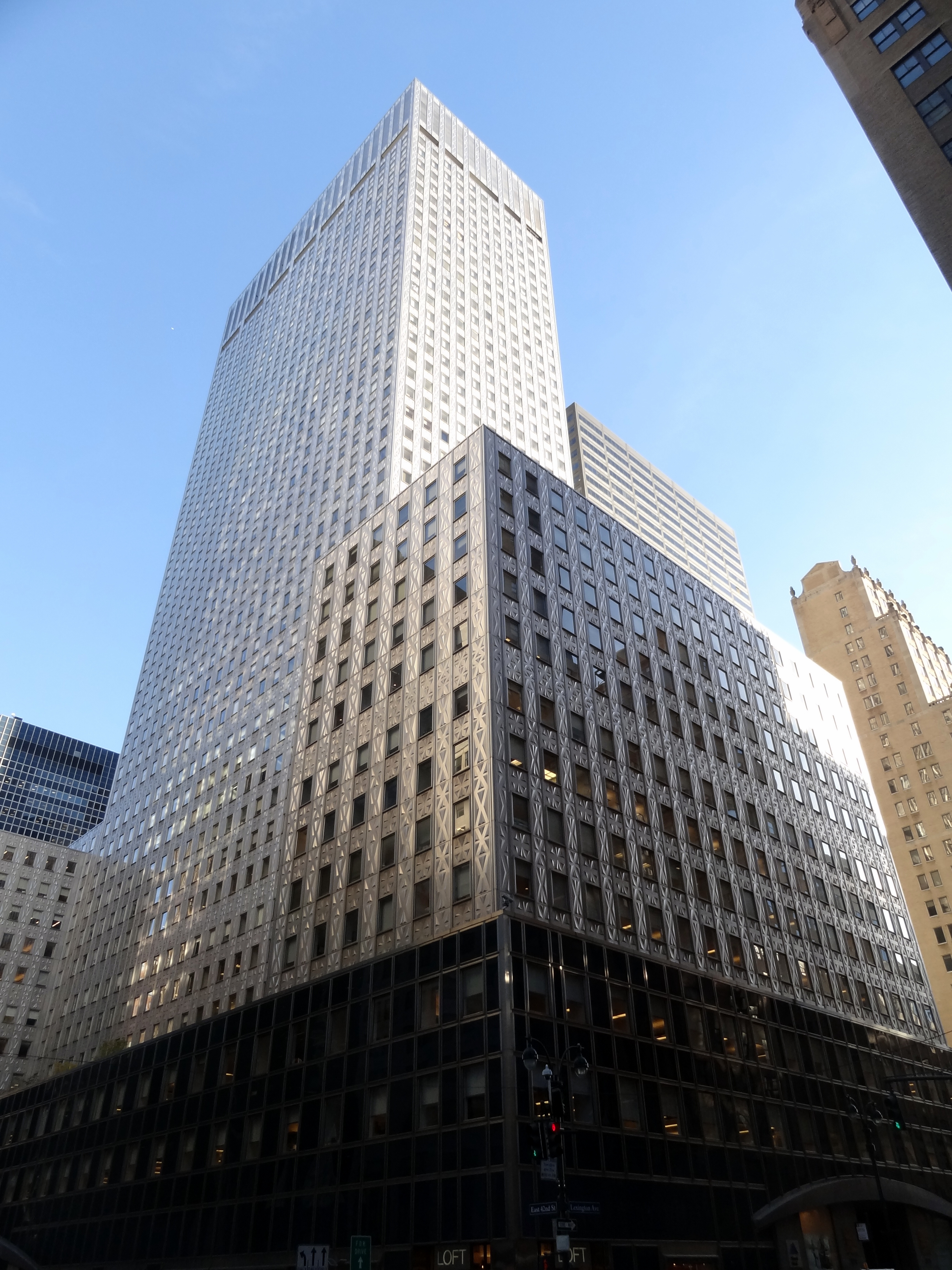
Socony-Mobil Building, New York, 1956.
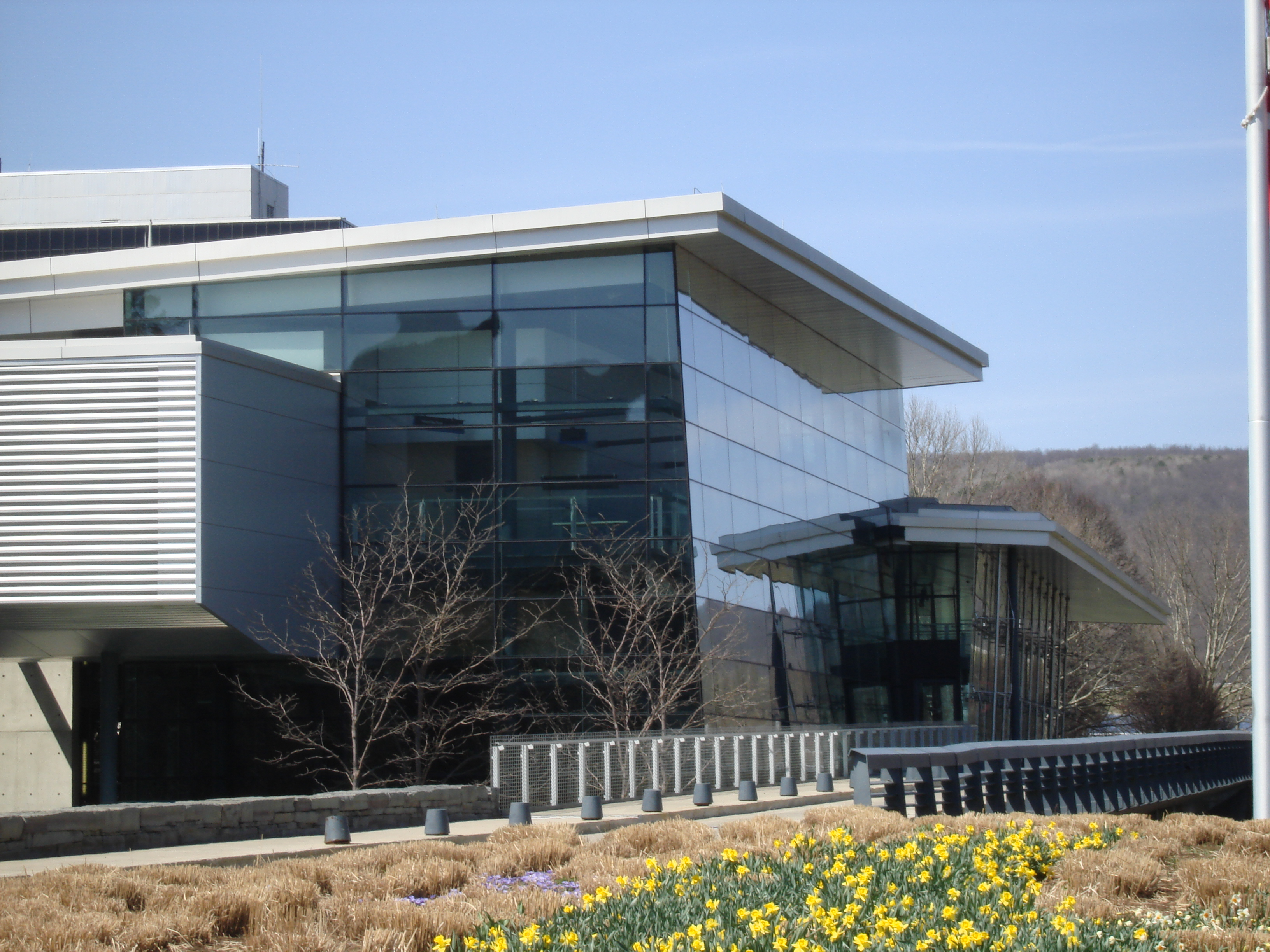
Corning Museum of Glass, 1951. Cette photo est celle du musée actuel, pas du musée de 1951.
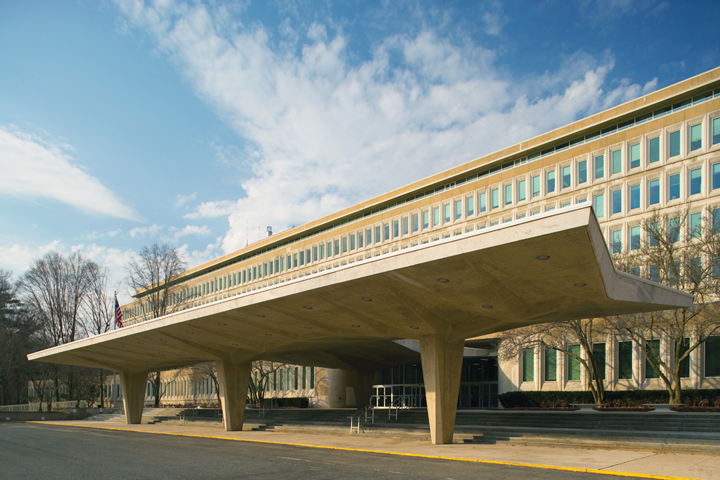
Bâtiment du siège d'origine de la CIA à Langley, Virginie, 1961.
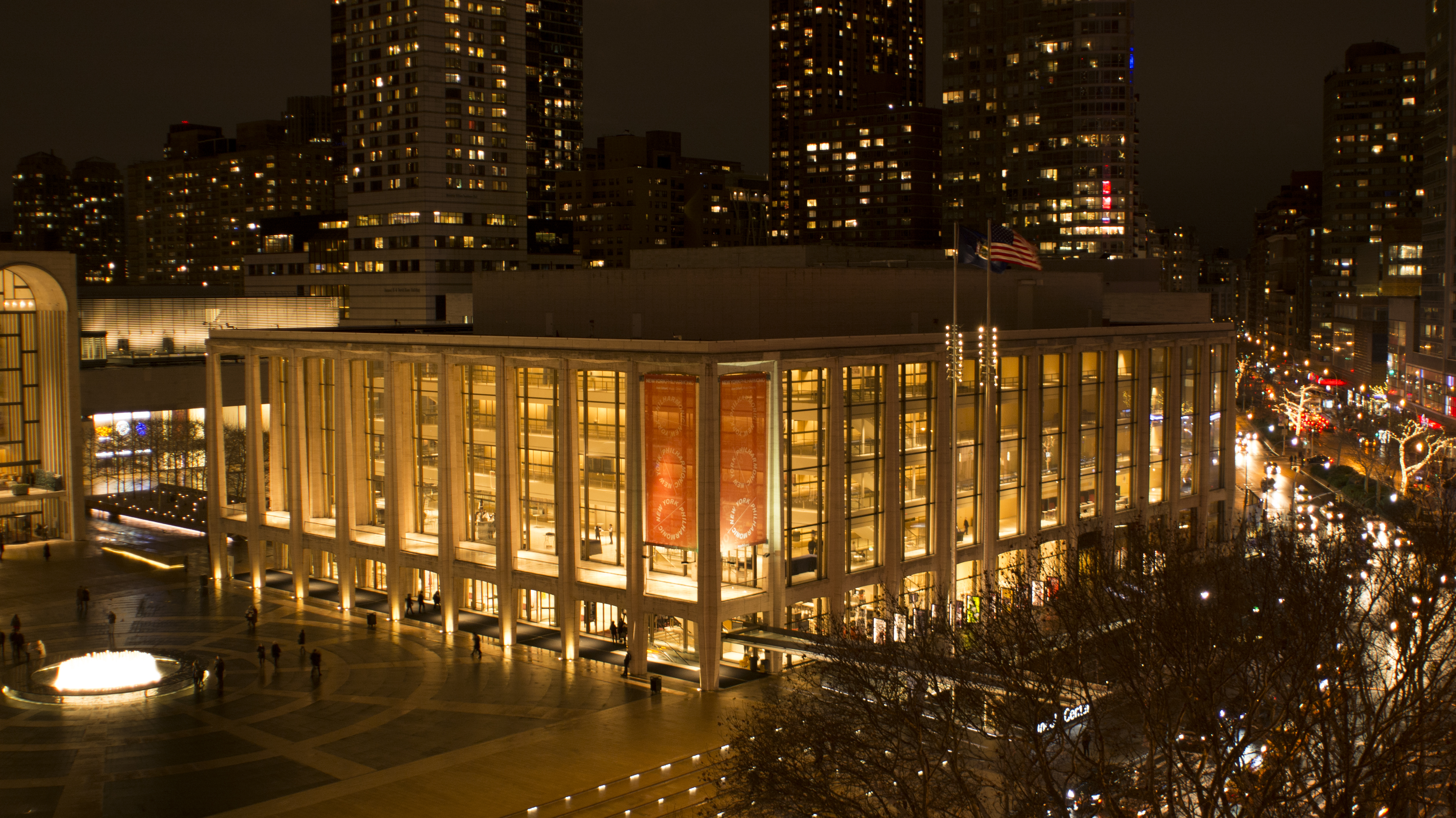
Philharmonic Hall, Lincoln Center for the Performing Arts, 1962.
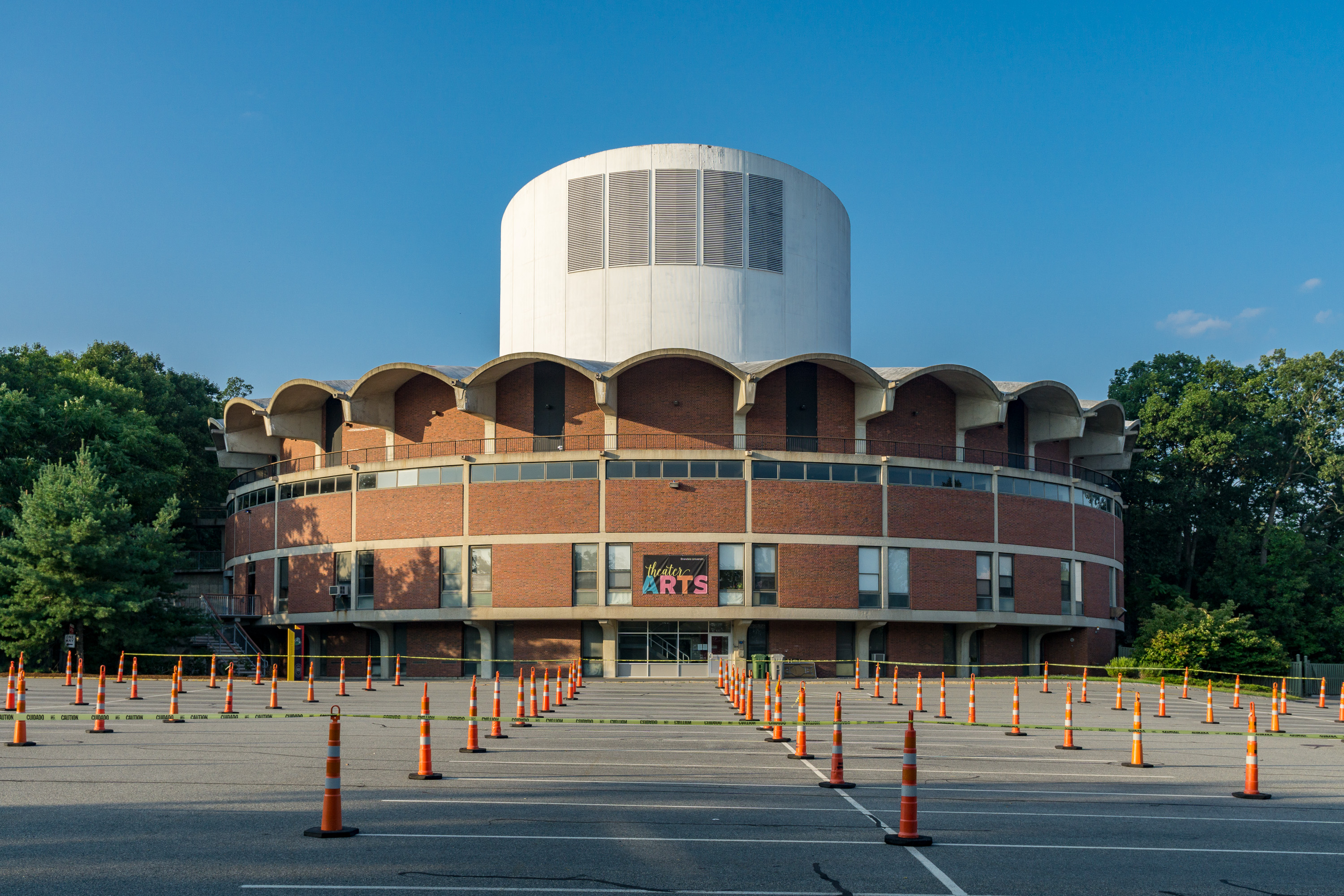
Centre de théâtre Spingold, Université Brandeis, 1965.
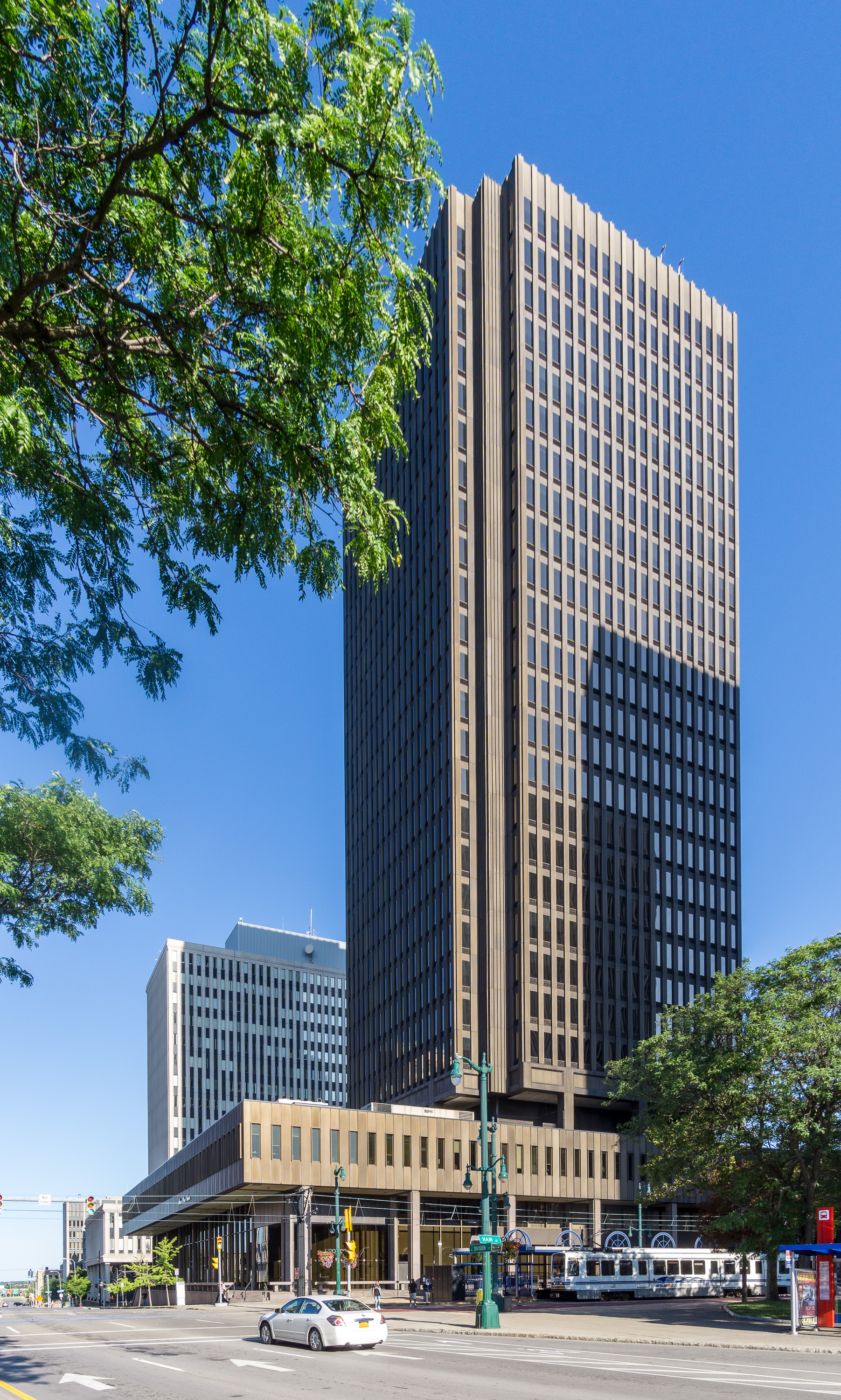
Tour de la place principale, Buffalo, New York, 1969.